# 李自成
李 自成（り じせい）は、明末の農民反乱の指導者。明に対して李自成の乱と呼ばれる反乱を起こして首都の北京を陥落させ、明を滅ぼした。順王朝（大順）を建国して皇帝を称したが、すぐに清に滅ぼされた。もとの名は鴻基。李継遷（西夏の初代皇帝李元昊の祖父）の末裔を称した。

## 生涯

### 農民反乱
延安府綏徳州米脂県常峁墕（現在の陝西省楡林市横山区韓岔鎮）の人。延安府綏徳州米脂県李継遷寨（現在の陝西省楡林市横山区殿市鎮）の出身。農民の子で少年時代から騎射が得意で20歳前後で駅卒になったが、崇禎帝の時期に経費節減のため駅站は廃止された。駅站廃止によって失業した者たちは路頭に迷い、農民反乱を起こすことになる。李自成もその中の一人であった。
天啓7年（1627年）・崇禎元年（1628年）に陝西で起きた大旱魃をきっかけに反乱が頻発し、李自成もそれに参加した。その間の朝廷は満洲族対策に追われて満足に反乱対策を行えず、これに乗じて反乱軍は勢力を拡大し、山西を制圧し、北直隷まで迫るほどになった。
その後、官軍の反撃により押し返され、河南へと移動する。この時期の反乱軍首領は高迎祥であり、その下に張献忠などがいた。李自成は高迎祥配下の武将の一人に過ぎなかったが、この時の作戦会議「滎陽大会」で官軍に対して全軍が協調して当たるべきだと発言して注目され、さらに翌年には官軍に捕らえられて刑死した高迎祥の後継者となり、高迎祥が自称していた闖王を名乗り、反乱軍の首魁となった。ただし「滎陽大会」は清初の書物で創作された伝説であり、実際にあったできごとではないとされる。
しかし、高迎祥の死によって反乱軍の勢いは弱まっており、李自成たちは官軍の追及を逃れて陝西へ退却し、さらに山野に隠れざるを得なくなった。このことで李自成軍の勢力を軽視した官軍は、湖広（湖北省・湖南省）へと移動していた張献忠軍に圧力をかけ、これによって李自成軍は息を吹き返し、河南を落とした。
この地で挙人の李巌と出会い、「均田」（耕地の平等な分配）と「免糧」（当面の間租税を免除する）の二つのスローガンを李巌から提案され、このスローガンと厳正な軍規により農民の支持を集め、一気に数十万の軍勢に膨れ上がった。しかし、李巌も今日では清初の小説で創作された架空の人物とされている。
この勢いに乗って、李自成軍は崇禎14年（1641年）には洛陽を陥落させ、この地にいた万暦帝の三男の福王朱常洵を殺害した。福王は万暦帝に溺愛され、その贅沢により多額の税金が浪費されたために民衆の恨みを買っていたのである。その倉庫から1割の食料と財物を民衆に渡した。また、牛金星ら知識人を陣営に取り込んでいくことになる。

### 新順王

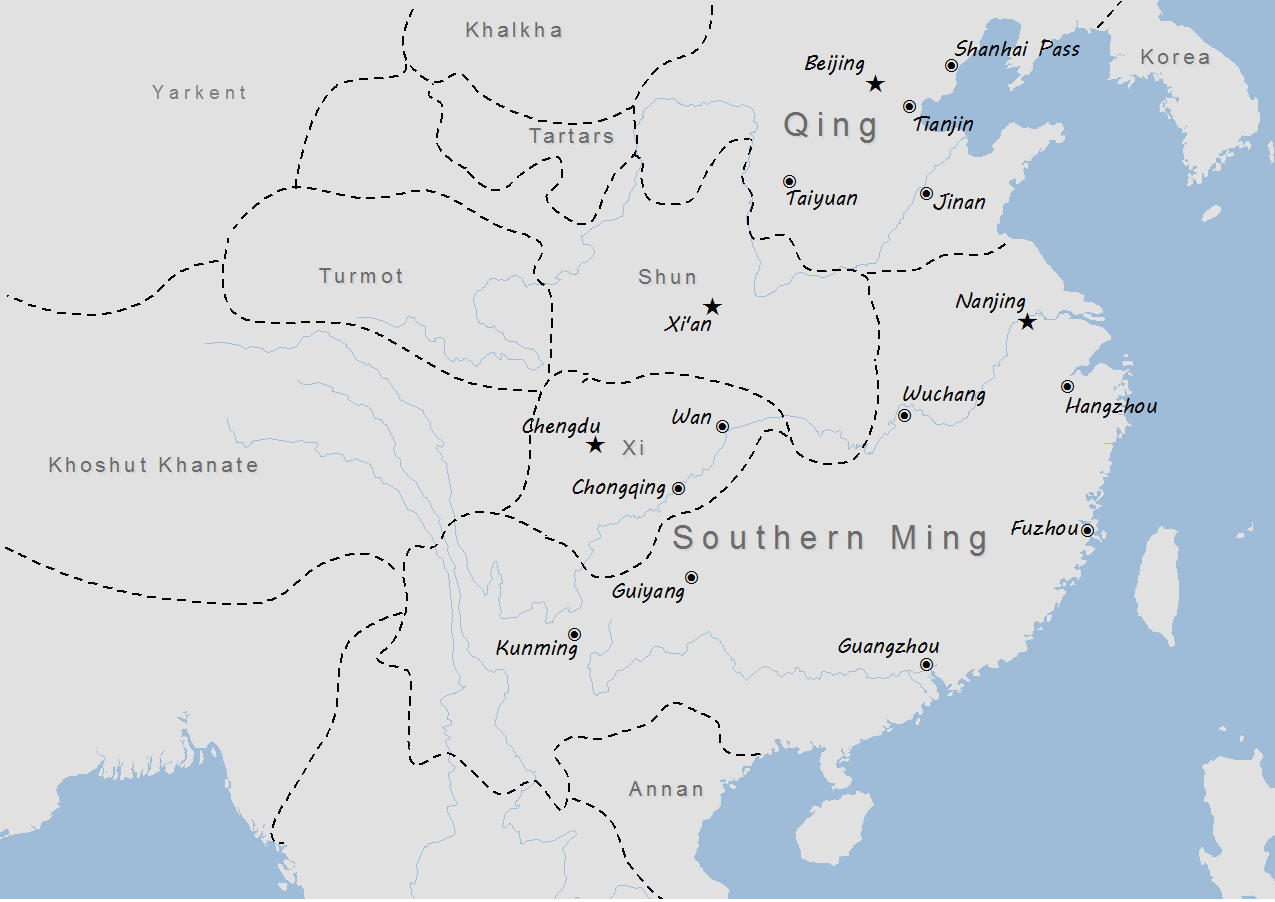
1644年の明の反乱地域

李自成はさらに開封を落とし、崇禎16年（1643年）に襄陽にて大元帥、続いて新順王と名乗って六部などの国家としての制度を整え、西安を陥落させた。崇禎17年（1644年）に西安に入った李自成は、国号を順（大順）、元号を永昌と定め、この地を国都に定め大順王を称した。2月には李自成軍は北京を目指して北伐を開始し、3月に北京を陥落させて崇禎帝を自殺に追い込み、明を滅ぼした。李自成の軍が北京城に入城した際には、市民のみならず官兵まで崇禎帝を見捨て、隊列をつくってこれを歓迎したという。
北京に入城した李自成たちは、ここでいよいよ中国全土の皇帝となるための諸手続きや儀式の用意を始めた。入城後の李自成軍は、高官、資産家から資金を没収し殺人鬼として有名な張献忠の軍が合流したこともあり、厳正であった軍規もすっかり緩み、略奪・強姦・殺人が横行していた。その頃、満洲族の清に対して前線の拠点である山海関を守っていた呉三桂が、清に投降していた。
間もなく、李自成軍はドルゴンと呉三桂率いる清と明遺臣の連合軍と激突して大敗し、たちまち北京から撤退した。北京入城から40日という短い天下であった。さらに、かねてからの確執で牛金星が李巌を殺害し、清軍に投降した。その後、李自成は西安・通城と相次いで逃れるが、永昌2年（1645年）、通城の九宮山にて現地の農民の自警団により殺された。ただし、僧侶に変装して康熙13年（1674年）まで生き延びたという伝説もある。生き残った李自成軍の残党は、南明の傘下に入って清朝への抵抗を続けたが、南明の滅亡に運命をともにした。

## 宗室

### 妻妾
- 韓金児 - 庶民時代の妻。他人と姦通して、李自成に殺された。
- 邢氏 - 後は南明の興平伯高傑の妻。
- 皇后 高桂英
- 妃 竇美儀 - 元は崇禎帝の書斎で宮女。

### 弟
- 李自敬

### 従子
- 李過

## 死後
1644年には清が北京に入城する。崇禎帝の葬儀を手厚く営み、李自成によって殺された崇禎帝の仇を取るとの名目をもって、自らの漢地支配を正当化した。このために、清代を通じて李自成は反逆者とされ、辛亥革命によって清が滅亡した後もしばらくは流賊の頭とみる低い評価が続いた。
1944年になって、郭沫若が李自成を起義軍として再評価する論を唱えた。毛沢東も当初は流賊説を採っていたが、郭沫若の論をうけて、李自成を農民反乱指導者として評価する見解を出したことから、李自成の再評価と順朝の研究が進展した。

## 逸話
現在でも北京市民の間に伝わる、李自成にまつわる逸話がある。
李自成は北京入城後に皇帝に即位したが、餃子を毎日のように食べたという。「餃」の文字は「交」に通じ、「末永く」という意味を持っていた。そのため歴代皇帝たちは社稷が「細く長く」続くよう、春節にしか餃子を食べなかった。しかし李自成はそのしきたりを破り、毎日餃子を食べ続けたため、順朝はすぐに滅んでしまった。

## 伝記資料
- 『明史』巻309

## 関連書籍
- 姚雪垠著、陳舜臣・陳謙臣共訳『叛旗 小説李自成』講談社、1982年　のち徳間文庫、1992年
- 小前亮『十八の子 李巌と李自成』講談社、2007年 のち講談社文庫
- 『碧血剣』『鹿鼎記』 - 金庸の武俠小説。李自成が登場する。